# 梁宝明 (1960年)
梁宝明（1960年11月—），男，汉族，河北大城人，中华人民共和国政治人物，曾任天津市人大常委会副主任，中共天津市委组织部常务副部长。

## 生平
2018年10月25日，中华全国总工会第十七届执行委员会召开第一次全体会议，选举全总十七届执委会主席、副主席和主席团委员，他当选为全总主席团委员。
2023年1月，换届不再出任天津市人大常委会副主任。